# Oltenița
Oltenița ist eine rumänische Stadt im Kreis Călărași mit etwa 22.000 Einwohnern.

## Lage
Oltenița liegt in der Großen Walachei an der Mündung des Argeș in die Donau. An der Mündung der Nationalstraßen DN4, DN31 und DN41 und der Bahnstrecke über Budești nach Bukarest, liegt Oltenița 60 Kilometer südlich von Bukarest. Hier an der Grenze zwischen Bulgarien und Rumänien befindet sich gegenüber Oltenițas die bulgarische Kleinstadt Tutrakan.

## Geschichte
Oltenița ist das alte Constantiola, und somit der Sitz des ersten Bistums in Dakien.

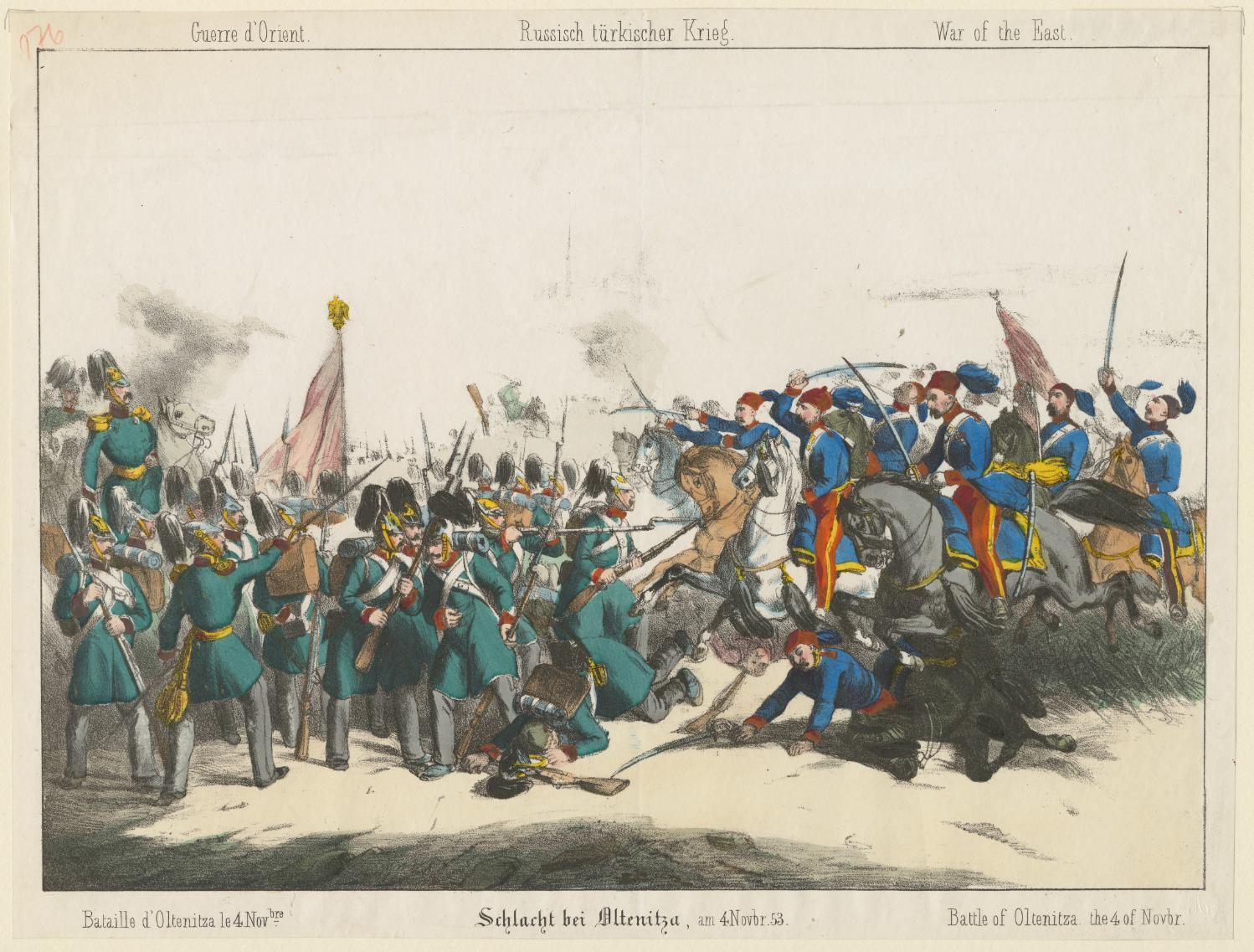
Die Schlacht bei Oltenitza

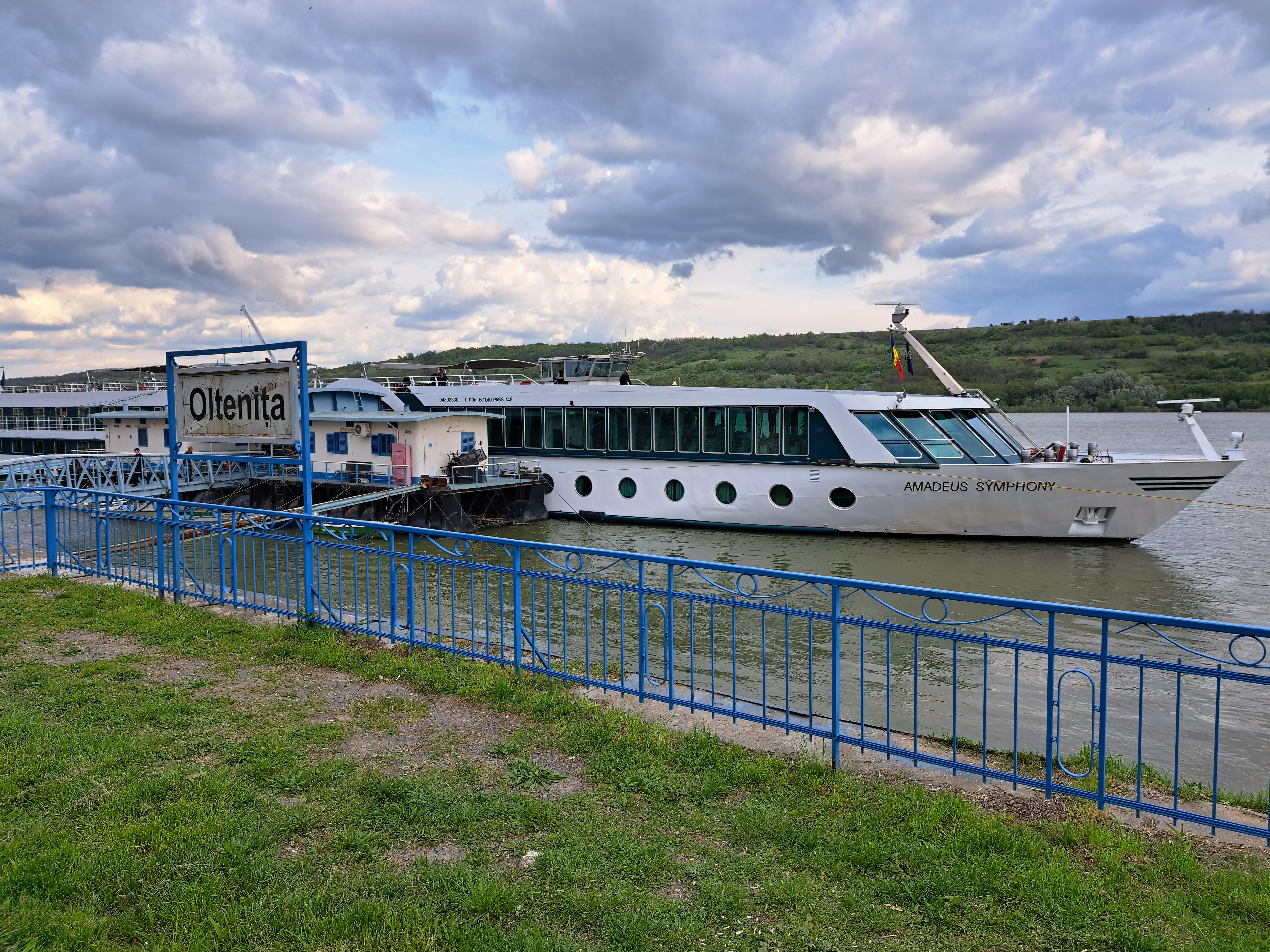
Anlegehafen bei Oltenița

Am 4. November 1853 konnten Kontingente des Osmanischen Reiches im Krimkrieg erstmals die russischen Truppen stoppen. Omar Pascha schlug die russischen Einheiten unter Michail Dmitrijewitsch Gortschakow in der Schlacht vor Oltenița. Dies war der Grundstein dafür, dass Omar Pascha mit seinen osmanischen Truppen nach weiteren militärischen Erfolgen (u. a. Abwehr der Belagerung der Festung Silistra) am 22. August 1854 Bukarest zurückerobern konnte. Damit scheiterte der russische Feldzug in der Walachei.
Im russisch-türkischen Krieg (1877/1878) war Olteniţa ein wichtiger Ausgangspunkt für die rumänischen Truppen, die von der russischen Armee während der Belagerung von Plewen zu Hilfe gerufen wurden.
Im Ersten Weltkrieg waren die Garnisonen Olteniţa und Turtucaia in Artillerie-Gefechte verwickelt. Auch deutsche und bulgarische Truppen nutzten den Ort für ihre Invasion in Rumänien. Die anschließende Schlacht von Turtucaia endete mit einer schweren Niederlage für die rumänische Armee.
Auch während des Zweiten Weltkriegs gab es in und um die Stadt Kämpfe, die zur Verringerung der Einwohnerzahl und Zerstörung von Betrieben und Gebäuden führten.
In der Zeit nach 1945, als die Sozialistische Republik Rumänien gegründet worden war, entwickelte sich Olteniţa vor allem wirtschaftlich. Es entstanden Schiffswerften und größere landwirtschaftliche Einrichtungen. Die Bevölkerungszahlen stiegen auf über 31.000 bis nach 1990.
Als die kommunistische Herrschaft zu Ende ging, entwickelten sich viele private Unternehmen. Darunter befinden sich sechs größere Landwirtschaftsfarmen und rund 850 Handwerks- und Handelsbetriebe.
Der Donauhafen der Stadt, genannt Carantina, ist relativ unbedeutend, obwohl er auch von internationalen Transportunternehmen bedient wird. Er dient sowohl dem Güterumschlag als auch zunehmend dem Schiffstourismus auf der Donau. Die wichtigste Rolle der Donaustadt ist ihre Schaltfunktion zur Hauptstadt Bukarest.

## Kirchenbauwerke
- Sfântul Nicolae (Hl. Nikolaus)
- Sfântul Gheorghe (Hl. Georg)
- Sf. Mare Mucenic Gheorghe
- Sfinții Împărați Constantin și Elena (Hl. Konstantin und Helena)
- Sf. Parascheva
- eine römisch-katholische Kirche

## Wirtschaft
Die volkswirtschaftliche Haupteinnahmequelle liegt vor allem in den Werften, in denen etwa 1200 Angestellte tätig sind. Außerdem befinden sich in der Stadt eine große Spinnerei, eine Guss- und Stahlgießerei und Verarbeitungsbetriebe für landwirtschaftliche Erzeugnisse.

## Persönlichkeiten
- Ion Iliescu (1930–2025), rumänischer Präsident